# Ровередо (Тичино)
Ровередо (итал. Roveredo) — село в швейцарском италоговорящем кантоне Тичино. Находится на высоте 717 м над уровнем моря, в 12 км от центра города Лугано.
Населённый пункт впервые упоминается в 1583 году как Роверетро (итал. Roveretro).
Часовня святого Бернарда была построена 1403 году.
Основа местной экономики — сельское хозяйство и пасторализм.
В 1980 году, в горах, близ села схиархимандритом Гавриилом (Бунге) был основан Крестовоздвиженский мужской монастырь, являющийся местом паломничества.
| 1638 | 1850 | 1900 | 1950 | 2000 |
| ---- | ---- | ---- | ---- | ---- |
| ↘70  | ↗73  | ↗95  | ↘88  | ↗126 |